# Uthörn (Hovel)
Uthörn ist ein Wohnplatz in Hovel, einem Stadtteil der ostfriesischen Stadt Wittmund.

## Lage
Uthörn liegt inmitten einer von Wallhecken geprägten Geestlandschaft nördlich von Hovel und östlich von Isums. Zu erreichen ist der Wohnplatz über die Allee Uthörner Straße, die in Isums von der Landesstraße 11 in westlicher Richtung abzweigt und über Carmsland und Till nach Uthörn führt. Eine andere Möglichkeit, nach Uthörn zu kommen, bietet der Mammhuser Weg. Er zweigt in nördlicher Richtung bei Farlage von der Kreisstraße 27 (Hoveler Straße) ab und führt dann über den Wohnplatz Mammhusen nach Uthörn.
Ein direkter Anschluss an den öffentlichen Nahverkehr existiert in Uthörn nicht. Nächste Haltestellen des Verkehrsverbundes Ems-Jade finden sich in Isums (Haltestelle Junior; Linien 311 und 341) sowie in Farlage (Linie 341). Uber die genannten Linien sind unter anderem Wittmund, Hovel, Leerhafe, Reepsholt und Friedeburg zu erreichen. Der nächste Bahnhof befindet sich in der Kernstadt Wittmund.
Östlich von Uthörn liegt der circa drei Kilometer lange Wasserlauf Uthörner Leide. Er entspringt östlich von Hovel, speist sich aus zwei Quellen und mündet westlich von Nöttens in die Harle, zu deren Quellarmen er gehört.

## Name
Der Ortsname Uthörn kommt in Ostfriesland zweimal vor. Der Namensteil -hörn geht auf das altfriesische herne zurück und bedeutet unter anderem Ecke, Winkel aber auch Gegend. Eine gleiche Bedeutung hat das mittelniederdeutsche Horn(e) und das ostfriesische hern(e). Wird -hörn oder hern(e) als Flurbezeichnung verwendet, so beschreibt es „ein in einer Ecke eingekeilt liegendes Flurstück“. In einem Ortsnamen bezeichnet -hörn oder -hern(e) die „Lage am Ende einer Ortschaft oder Gegend“. Das am Namensanfang stehende Adverb Ut- verstärkt die nachfolgende Bezeichnung. Uthörn bedeutet demnach „äußerster (abgelegener) Winkel“.

## Geschichte
Im Mittelalter gehörte das Uthörner Gebiet mit Hovel und Leerhafe nicht zum Herrschaftsbereich der ostfriesischen Adelsfamilie der Kankena, sondern zur Vogtei Reepsholt im Amt Friedeburg. Erst während der napoleonische Besatzungszeit (1807–1813) wurden sowohl Hovel mit seinen Ortsteilen als auch Leerhafe ein Teil des Amtes Wittmund und deshalb ab 1885 zum Landkreis Wittmund. Innerhalb des Landkreises bildeten im weiteren Verlauf des 19. Jahrhunderts Hovel gemeinsam mit den Bauernschaften Leerhafe und Rispel bei Beibehaltung der jeweiligen kommunalen Selbständigkeit einen Gemeindeverband. Wegen verschiedener Streitigkeiten verließen 1901 Hovel und damit auch die Ortsteile Uthörn, Mammhusen, Farlage, Schnapp, Till, Carmsland, Kloster und Kloster Neuenhaus den Verband als Gemeinde Hovel. Das Standesamt und der Armenverband verblieben allerdings in Leerhafe.
Der Name des Wohnplatzes ist für das Jahr 1602 zum ersten Mal als zur Uthörn dokumentiert. Die heutige Namensform Uthörn findet sich in Urkunden und Dokumenten ab 1787.
Im Mai 1769 beantragten die Eltern der Ortschaften Uthörn, Mammhusen, Farlage, Hovel, Müggenkrug und Schnapp die Errichtung einer Nebenschule für ihre jüngeren Kinder. Ihnen sollte damit der weite Weg nach Leerhafe erspart bleiben. Erst ab dem Alter von zehn Jahren sollten sie die Leerhafer Volksschule besuchen. Dem Antrag wurde stattgeben. Die Einnahmen waren jedoch so gering, dass nach einer kurzen Zeit der angestellte Schulmeister nicht mehr besoldet werden konnte. Allerdings entstand um 1775 in Hovel eine von Leerhafe unabhängige Schulgemeinde, die für Hovel und seine Ortschaften ein eigenes Volksschulgebäude errichtete. Die Hoveler Schule existierte bis 1974.
Im März des Jahres 1868 wurde im Bereich der „Post-Expedition in Wittmund“ die „Landbriefbestellung“ eingeführt. Damit stellte der Landbriefträger auch in Uthörn einmal täglich (außer am Sonntag) die Post zu.
Der Hannoversche Kurier meldete im Juni 1904 den Beschluss des Hoveler Gemeindeausschusses, den Gemeindeweg zwischen Isums und Uthörn „landstraßenmäßig“ auszubauen.
Das Jeversche Wochenblatt berichtete Ende Juni 1905 über einen überdimensionalen Roggenhalm, der auf dem Acker des Uthörner Landwirts G. Lübben entdeckt worden war. Er hatte eine Länge von ungefähr 2,25 Meter; die Länge seiner Ähre betrug 21,4 Zentimeter.

## Einwohnerentwicklung
Der aus einzelnen Höfen bestehende Ort zählte 1823 fünf Haushaltungen und 30,
im Jahr 2012 20 Einwohner.